# Casa Seguer
Casa Seguer és un habitatge a la vila de Torroella de Montgrí (Baix Empordà) inclosa en l'Inventari del Patrimoni Arquitectònic de Catalunya. L'edifici fou fet construir per Baldiri Seguer l'any 1566, d'acord amb la inscripció que figura a la façana. Sembla que aquest casal és el més antic dels conservats a Torroella de Montgrí. Durant l'any 1971 el seu propietari, Josep Dalfo, va fer-hi obres de remodelació.
Can Seguer és un edifici de planta baixa i dos pisos. La façana presenta, centrada a la planta baixa, la porta d'accés a l'habitatge, d'arc de mig punt amb grans dovelles regulars de pedra, i a la dreta una porta d'entrada a l'actual garatge, d'arc carpanell. A la part esquerra d'aquesta planta baixa hi ha una finestra gairebé quadrada. Les obertures dels dos pisos superiors són totes allindanades. És remarcable la finestra central, d'inspiració clàssica, situada damunt la porta, amb ampit motllurat. En l'espai que hi ha entre la porta principal i la finestra del primer pis hi ha la inscripció: "Baldiri Seguer me fecit. 1566". L'edifici es corona amb ràfec.